# Notopteridae
Notopteridae (лат.) — семейство тропических пресноводных лучепёрых рыб из отряда араванообразных. Эти рыбы обитают в пресных или солоноватых водах Африки, Южной и Юго-Восточной Азии.
Этих рыб не следует путать с гимнотообразными (Gymnotiformes), рыбами из Южной и Центральной Америки. Хотя их манера плавания и внешность похожи, эти две группы не состоят в близком родстве.
Некоторые крупные виды, особенно Chitala ornata, являются объектами промысла, а иногда и аквариумными рыбами. Название происходит от греческого noton, означающего «спина», и pteron, означающего «плавник».

## Окаменелости
Самые ранние окаменелости этого семейства относятся к Notopteridarum и Notopterus из позднего мелового периода Индии, примерно от 70,6 до 66 миллионов лет назад. Эти окаменелости происходят из местонахождения микропозвоночных в Рангапуре и Наскале в штате Андхра-Прадеш и являются частью межтрапповых слоев.

## Описание
Имеют стройное удлиненное тело, напоминающее по форме нож. Хвостовой плавник маленький и сросся с анальным плавником, растянутым на большую часть длины тела. Спинной плавник, если есть, маленький и узкий. Рыба плавает, держа тело неподвижным и двигая анальным плавником, чтобы перемещаться вперед или назад.
Имеют специализированные плавательные пузыри. Этот орган простирается по всему телу, а в некоторых случаях заходит даже в плавники. Хотя плавательный пузырь не сильно васкуляризирован, он может поглощать кислород из воздуха, а также издавать звук, проталкивая воздух через узкий проход в глотку.
По крайней мере, некоторые виды строят гнезда и охраняют икру до выклева мальков.

## Классификация
Семейство включает 10 видов в 4-х родах:
- Подсемейство Xenomystinae Greenwood 1963
  - Род Papyrocranus Greenwood, 1963
    - Papyrocranus afer (Günther, 1868)
    - Papyrocranus congoensis (Nichols & La Monte, 1932)

  - Род Xenomystus Günther, 1868
    - Xenomystus nigri (Günther, 1868)
- Подсемейство Notopterinae Bleeker 1851
  - Род Chitala Fowler, 1934
    - Chitala blanci (d’Aubenton, 1965)
    - Chitala borneensis (Bleeker, 1851)
    - Chitala chitala (F. Hamilton, 1822)
    - Chitala hypselonotus (Bleeker, 1852)
    - †Chitala lopis (Bleeker, 1851)
    - Chitala ornata (J. E. Gray, 1831)

  - Род Notopterus Lacépède, 1800
    - Notopterus notopterus (Pallas, 1769)